# Zonsverduistering van 9 september 1904

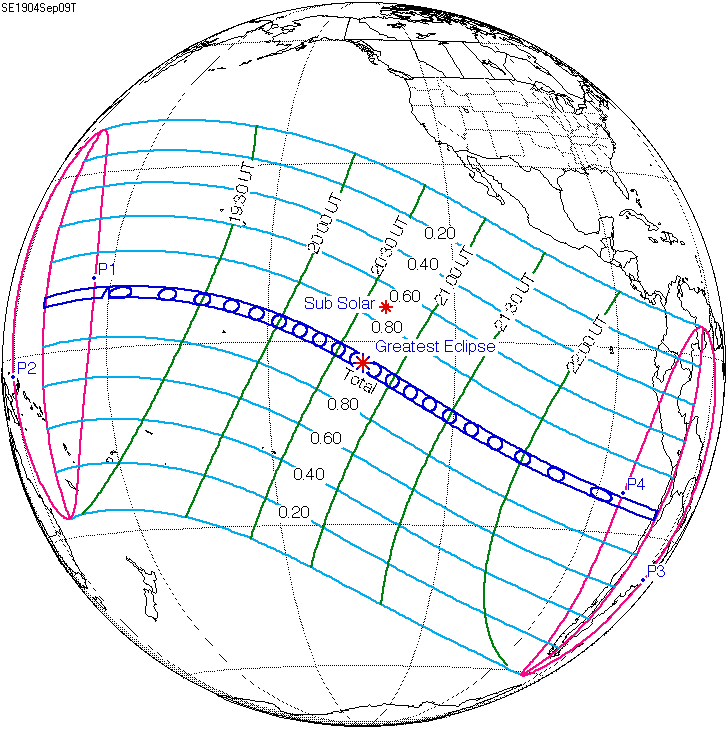
De zonsverduistering was te zien tussen de blauwe lijnen.

De totale zonsverduistering van 9 september 1904 trok nagenoeg alleen over zee, maar was bij zonsondergang voor heel even te zien in Chili.

## Lengte

### Maximum
Het punt met maximale totaliteit lag op zee ver van enig land op coördinatenpunt 3.7104° Zuid / 134.5312° West en duurde 6m19,6s.

### Limieten
| Fenomeen                    | Code | Tijdstip UTC  |
| --------------------------- | ---- | ------------- |
| Eerste contact bijschaduw   | P1   | 18:07:41.3 UT |
| Eerste contact kernschaduw  | U1   | 19:01:28.1 UT |
| Kernschaduw compleet vanaf  | U2   | 19:04:17.7 UT |
| Bijschaduw compleet vanaf   | P2   | 19:59:13.6 UT |
| Maximum eclips              | GE   | 20:44:15.8 UT |
| Bijschaduw compleet t/m     | P3   | 21:29:09.7 UT |
| Kernschaduw compleet t/m    | U3   | 22:24:10.1 UT |
| Laatste contact kernschaduw | U4   | 22:26:59.5 UT |
| Laatste contact bijschaduw  | P4   | 23:20:48.0 UT |